# Bahne Rabe
Bahne Rabe (født 7. august 1963 i Hamburg, død 5. august 2001 i Kiel) var en tysk roer og olympisk guldvinder.
Rabe roede otter og var med ved VM i 1986 og 1987, hvor vesttyskerne blev nummer seks begge gange. De var derfor ikke blandt de største favoritter ved OL 1988 i Seoul, men overraskede i indledende runde ved at vinde deres heat med mere end halvandet sekunds forspring til de øvrige deltagere. I finalen tog de hurtigt føringen og gav aldrig slip på den igen. I mål var de næsten to sekunder foran de øvrige deltagere, hvor Sovjetunionen akkurat sikrede sig sølvet foran USA. De øvrige i den vesttyske vinderbåd var Eckhardt Schultz, Ansgar Wessling, Wolfgang Maennig, Matthias Mellinghaus, Thomas Möllenkamp, Thomas Domian, Armin Eichholz og styrmand Manfred Klein.
I 1991 var han med i fireren med styrmand, der både blev tyske mestre og verdensmestre.
Ved OL 1992 i Barcelona var han med i den fællesttyske otter, der som forsvarende olympisk mester og verdensmester (uden Rabe) i alle de mellemliggende år var favoritter. Men overraskende nok blev tyskerne besejret i indledende runde af Rumænien, der satte ny olympisk rekord ved den lejlighed. Andenpladsen var dog nok til at sende tyskerne i semifinalen, som de vandt forholdsvis klart. I finalen var det dog de to forreste fra det andet semifinaleheat, Rumænien og Canada, der lå forrest i det meste af løbet. Canada trak fra ved 1500 m, men Rumænien hentede  gav det sidste, de havde, og kom næsten op på siden af canadierne, der dog vandt i ny olympisk rekordtid med 0,14 sekund forspring, mens Rumænien fik sølv, inden tyskerne kom ind mere 0,33 sekund senere på tredjepladsen. Ud over Rabe bestod besætningen denne gang af Armin Eichholz, Ansgar Wessling, Manfred Klein, Frank Richter, Thorsten Streppelhoff, Detlef Kirchhoff, Hans Sennewald og Roland Baar.
Rabe var uddannet datalog. Efter afslutningen af sin rokarriere havde han svært ved at komme videre i livet, og han udviklede et alkoholproblem. Han var desuden storryger og drak store mængder af kaffe og pådrog sig anoreksi, som endte med at koste ham livet i 2001, i en alder af kun 37 år.

## OL-medaljer
- 1988:  Guld i otter
- 1992:  Bronze i otter